# Michael Conrad
Michael Conrad (16 de octubre de 1925 – 22 de noviembre de 1983) fue un actor estadounidense, quizás más conocido por su interpretación del veterano policía sargento Phil Esterhaus en Canción triste de Hill Street. Ganó dos premios Emmy al mejor actor de reparto en una serie dramática por Canción triste de Hill Street en 1981 y 1982.

## Vida y carrera
Conrad sirvió en el ejército de los Estados Unidos durante la Segunda Guerra Mundial. Tuvo una larga carrera como actor en televisión desde la década de 1950 hasta la de 1980. En 1962 apareció en la serie de televisión Car 54, Where Are You? en un papel no acreditado como trabajador de la construcción. Interpretó a Felton Grimes, el personaje principal y víctima de asesinato, en el episodio de Perry Mason de 1963 "The Case of the Bigamous Spouse", y en 1965 interpretó el papel de un villano llamado AC en My Favorite Martian, "Martin's Revoltin' Development", e interpretó el papel de Paul en The F.B.I. (temporada 1, episodio 24), "The Man Who Went Mad by Mistake".
En 1972, Conrad interpretó al estereotípico polaco-estadounidense Casimir de Michael Stivic en dos episodios de All in the Family. Ese mismo año, apareció, junto a Richard Crenna y Alain Delon, en la película en francés Un flic, dirigida por Jean-Pierre Melville. También tuvo un papel memorable en la película de 1974 The Longest Yard, interpretando a Nate Scarboro, un ala cerrada retirado de la NFL (New York Giants) que también era el entrenador en jefe de "The Mean Machine", el equipo de prisioneros reunido por el personaje de Burt Reynolds, Paul Crewe, para interpretar al equipo de guardias. Durante la temporada 1976-77 de Delvecchio, Conrad fue un habitual en el papel del teniente Macavan.
Conrad es quizás más conocidoel drama policial de 1981-1987 Hill Street Blues, un papel que interpretó durante 71 episodios hasta su muerte.

## Muerte
Conrad murió de cáncer de uretra en noviembre de 1983 durante la cuarta temporada de Canción triste de Hill Street. Los guionistas del programa escribieron su muerte en el programa y el elenco le ofreció un afectuoso homenaje a su colega y amigo.